# بورتيس ديفينيس
بورتيس ديفينيس (باللاتينية: Portus Divinus) كانت مدينة رومانية بربرية في موريطانيا القيصرية. تقع في مدينة المرسى الكبير الحالية بالجزائر.